# Mentophilus subsulcatus
Mentophilus subsulcatus är en skalbaggsart som beskrevs av Sharp 1873. Mentophilus subsulcatus ingår i släktet Mentophilus och familjen bladhorningar. Inga underarter finns listade i Catalogue of Life.